# Оскар (79-та церемонія вручення)
79-та церемонія вручення нагород премії «Оскар» за заслуги в області кінематографа за 2006 відбулася 25 лютого 2007 року у театрі «Кодак» (Голлівуд, Лос-Анджелес, Каліфорнія).
Кандидати на отримання «Оскара» були оголошені 23 січня 2007 року президентом кіноакадемії Сід Ганіс та актрисою Сальма Гайєк.

## Фільми, що отримали кілька номінацій
| Фільм                                            | номінації | перемоги |
| ------------------------------------------------ | --------- | -------- |
| • Дівчата мрії/Dreamgirls                        | 8         | 2        |
| • Вавилон/Babel                                  | 7         | 1        |
| • Лабіринт Фавна/El laberinto del fauno          | 6         | 3        |
| • Королева/The Queen                             | 6         | 1        |
| • Кривавий алмаз/Blood Diamond                   | 5         | -        |
| • Відступники/The Departed                       | 5         | 4        |
| • Маленька міс Щастя/Little Miss Sunshine        | 4         | 2        |
| • Листи з Іодзіми/Letters from Iwo Jima          | 4         | 1        |
| • Пірати Карибського моря: Скриня мерця          | 4         | 1        |
| • Скандальний щоденник/Notes on a Scandal        | 4         | -        |
| • Як малі діти/Little Children                   | 3         | -        |
| • Останній нащадок Землі/Children of Men         | 3         | -        |
| • Апокаліпто/Apocalypto                          | 3         | -        |
| • Незручна правда (док.) / An Inconvenient Truth | 2         | 2        |
| • Загублений рейс/United 93                      | 2         | -        |
| • Диявол носить Prada/The Devil Wears Prada      | 2         | -        |
| • Тачки (м/ф) /Cars                              | 2         | -        |
| • Престиж/The Prestige                           | 2         | -        |
| • Прапори наших батьків/Flags of Our Fathers     | 2         | -        |

## Провідні
Церемонію вела акторка та телеведуча Еллен Дедженерес.
Також у нагородженні взяли участь Бен Аффлек, Гаель Гарсія Берналь, Джессіка Біль, Джек Блек, Кейт Бланшетт, Емілі Блант, Ебігейл Бреслін, Стів Керелл, Джордж Клуні, Деніел Крейг, Том Круз, Пенелопа Крус, Катрін Денев, Камерон Діас, Леонардо ДіКапріо, Роберт Дауні мл., Кірстен Данст, Вілл Ферелл, Джоді Фостер, Альберт Гор, Ева Грін, Меггі Джилленхол, Том Генкс, Енн Гетевей, Філіп Сеймур Гоффман, Г'ю Джекмен, Даян Кітон, Ніколь Кідман, Грег Кіннір, Квін Латіфа, Дженніфер Лопес, Тобі Маґвайр, Джеймс Макевой, Гелен Міррен, Джек Ніколсон, Клайв Овен, Гвінет Пелтроу, Джері Сайнфелд, Джейден Сміт, Меріл Стріп, Джон Траволта, Ватанабе Кен, Наомі Воттс, Рейчел Вайс, Кейт Вінслет, Різ Візерспун.

## Список лауреатів та номінантів
★ Переможцівиділені окремим кольором.

### Основні категорії
| Категорії                                  | Лауреати та номінанти                                                              | Лауреати та номінанти                                                                                   |
| ------------------------------------------ | ---------------------------------------------------------------------------------- | --- |
| Найкращий фільм                            | ★Відступники (продюсер: Грем Кінг)                                                 | ★Відступники (продюсер: Грем Кінг)                                                                      |
| Найкращий фільм                            | • Вавилон (продюсери: Алехандро Гонсалес Іньярріту, Джон Кілік і Стів Голін)       | |
| Найкращий фільм                            | • Листи з Іодзіми (продюсери: Клінт Іствуд, Стівен Спілберг та Роберт Лоренц)      | |
| Найкращий фільм                            | • Маленька міс Щастя (продюсери:Девід Т. Френдлі, Пітер Сараф і Марк Тертлтауб)    | |
| Найкращий фільм                            | • Королева (продюсери:Енді Харріс, Крістін Ланган та Трейсі Сіуорд)                | |
| Найкращий режисер                          | Мартін Скорсезе                                                                    | ★Мартін Скорсезеза фільм«Відступники»                                                                   |
| Найкращий режисер                          | Мартін Скорсезе                                                                    | • Алехандро Гонсалес Іньярріту — «Вавилон»                                                              |
| Найкращий режисер                          | Мартін Скорсезе                                                                    | • Клінт Іствуд — «Листи з Іодзіми»                                                                      |
| Найкращий режисер                          | Мартін Скорсезе                                                                    | • Стівен Фрірз — «Королева»                                                                             |
| Найкращий режисер                          | Мартін Скорсезе                                                                    | • Пол Грінграсс — «Загублений рейс»                                                                     |
| Найкраща чоловіча роль                     | Форест Вітакер                                                                     | ★Форест Вітакер — «Останній король Шотландії» (за роль президента Уганди Іді Аміна)                     |
| Найкраща чоловіча роль                     | Форест Вітакер                                                                     | • Леонардо ДіКапріо — «Кривавий алмаз» (за роль Денні Арчера)                                           |
| Найкраща чоловіча роль                     | Форест Вітакер                                                                     | • Раян Гослінг — «Полу-Нельсон» (за роль Ден Данна)                                                     |
| Найкраща чоловіча роль                     | Форест Вітакер                                                                     | • Пітер О'Тул — «Венера» (за роль Моріса)                                                               |
| Найкраща чоловіча роль                     | Форест Вітакер                                                                     | • Вілл Сміт — «У гонитві за щастям» (за роль Кріса Гарднера)                                            |
| Найкраща жіноча роль                       | Гелен Міррен                                                                       | ★Гелен Міррен — «Королева» (за роль королеви Великої Британії Єлизавети II)                             |
| Найкраща жіноча роль                       | Гелен Міррен                                                                       | • Пенелопа Крус — «Повернення» (за роль Раймунди)                                                       |
| Найкраща жіноча роль                       | Гелен Міррен                                                                       | • Джуді Денч — «Скандальний щоденник» (за роль Барбари Коветт)                                          |
| Найкраща жіноча роль                       | Гелен Міррен                                                                       | • Меріл Стріп — «Диявол носить Prada» (за роль Міранди Прістлі)                                         |
| Найкраща жіноча роль                       | Гелен Міррен                                                                       | • Кейт Вінслет — «Як малі діти» (за роль Сари Пірс)                                                     |
| Найкраща чоловіча роль другого плану       | Алан Аркін                                                                         | ★Алан Аркін — «Маленька міс Щастя» (за роль дідусі Едвіна Гувера)                                       |
| Найкраща чоловіча роль другого плану       | Алан Аркін                                                                         | • Джекі Ерл Гейлі — «Як малі діти» (за роль Ронні Дж. МакГорві)                                         |
| Найкраща чоловіча роль другого плану       | Алан Аркін                                                                         | • Джимон Гонсу — «Кривавий алмаз» (за роль Соломона Ванди)                                              |
| Найкраща чоловіча роль другого плану       | Алан Аркін                                                                         | • Едді Мерфі — «Дівчата мрії» (за роль Джеймса «Тандер» Ерлі)                                           |
| Найкраща чоловіча роль другого плану       | Алан Аркін                                                                         | • Марк Волберг — «Відступники» (за роль сержанта Шона Дігнама)                                          |
| Найкраща жіноча роль другого плану         | Дженніфер Хадсон                                                                   | ★Дженніфер Гадсон — «Дівчата мрії» (за роль Еффі Вайт)                                                  |
| Найкраща жіноча роль другого плану         | Дженніфер Хадсон                                                                   | • Адріана Барраса — «Вавилон» (за роль Амелії)                                                          |
| Найкраща жіноча роль другого плану         | Дженніфер Хадсон                                                                   | • Кейт Бланшетт — «Скандальний щоденник» (за роль Шеби Харт)                                            |
| Найкраща жіноча роль другого плану         | Дженніфер Хадсон                                                                   | • Ебігейл Бреслін — «Маленька міс Щастя» (за роль Олів Гувер)                                           |
| Найкраща жіноча роль другого плану         | Дженніфер Хадсон                                                                   | • Рінко Кікуті — «Вавилон» (за роль Чіеко Ватаї)                                                        |
| найкращий оригінальний сценарій            |                                                                                    | ★Майкл Арндт — «Маленька міс Щастя»                                                                     |
| найкращий оригінальний сценарій            | • Гільєрмо Арріага — «Вавилон»                                                     | |
| найкращий оригінальний сценарій            | • Ірис Йамашита та Пол Гаггіс — «Листи з Іодзіми»                                  | |
| найкращий оригінальний сценарій            | • Гільєрмо дель Торо — «Лабіринт Фавна»                                            | |
| найкращий оригінальний сценарій            | • Пітер Морган — «Королева»                                                        | |
| найкращий адаптований сценарій             | Вільям Монахен                                                                     | ★Вільям Монахан — «Відступники»                                                                         |
| найкращий адаптований сценарій             | Вільям Монахен                                                                     | • Саша Барон Коен, Ентоні Гайнс, Пітер Бейнхем, Ден Мазер та Тодд Філліпс — «Борат»                     |
| найкращий адаптований сценарій             | Вільям Монахен                                                                     | • Альфонсо Куарон, Тімоті Дж. Секстон, Девід Арата, Марк Фергус і Гоук Остбі — «Останній нащадок Землі» |
| найкращий адаптований сценарій             | Вільям Монахен                                                                     | • Тодд Філд і Том Перротта — «Як малі діти»                                                             |
| найкращий адаптований сценарій             | Вільям Монахен                                                                     | • Патрік Марбер — «Скандальний щоденник»                                                                |
| Найкращий анімаційний повнометражний фільм | ★Роби ноги/Happy Feet (Джордж Міллер)                                              | ★Роби ноги/Happy Feet (Джордж Міллер)                                                                   |
| Найкращий анімаційний повнометражний фільм | • Тачки/Cars (Джон Лассетер)                                                       | |
| Найкращий анімаційний повнометражний фільм | • Будинок-монстр/Monster House (Джил Кенан)                                        | |
| найкращий фільм іноземною мовою            | ★Життя інших/Das Leben der Anderen (Німеччина) реж.Флоріан Генкель фон Доннерсмарк | ★Життя інших/Das Leben der Anderen (Німеччина) реж.Флоріан Генкель фон Доннерсмарк                      |
| найкращий фільм іноземною мовою            | • Після весілля/Efter brylluppet (Данія) реж.Сюзанна Бір                           | |
| найкращий фільм іноземною мовою            | • Патріоти/Indigènes (Алжир) реж.Рашид Бушареб                                     | |
| найкращий фільм іноземною мовою            | • Лабіринт Фавна/El laberinto del fauno (Мексика) реж.Гільєрмо дель Торо           | |
| найкращий фільм іноземною мовою            | • Вода/Water/वाटर (Канада) реж. Дипа Мехта                                          | |

### Інші категорії
| Категорії                                                       | Лауреати та номінанти                                                                                 | Лауреати та номінанти                                                                            |
| --------------------------------------------------------------- | --- | ------------------------------------------------------------------------------------------------ |
| Найкраща музика                                                 | Густаво Сантаолалья                                                                                   | ★Густаво Сантаолалья — «Вавилон»                                                                 |
| Найкраща музика                                                 | Густаво Сантаолалья                                                                                   | • Томас Ньюман — «Хороший німець»                                                                |
| Найкраща музика                                                 | Густаво Сантаолалья                                                                                   | • Філіп Ґласс — «Скандальний щоденник»                                                           |
| Найкраща музика                                                 | Густаво Сантаолалья                                                                                   | • Хав'єр Наваррете — «Лабіринт Фавна»                                                            |
| Найкраща музика                                                 | Густаво Сантаолалья                                                                                   | • Олександр Депла — «Королева»                                                                   |
| Найкраща пісня до фільму                                        | ★I Need to Wake Up — «незручна правда» — музика та слова:Мелісса Етерідж                              | ★I Need to Wake Up — «незручна правда» — музика та слова:Мелісса Етерідж                         |
| Найкраща пісня до фільму                                        | •Listen — «Дівчата мрії» — музика: Генрі Крігер та Скотт Катлер, слова: Енн Превен                    |                                                                                                  |
| Найкраща пісня до фільму                                        | •Love You I Do — «Дівчата мрії» — музика: Генрі Крігер, слова: Сіда Гарретт                           |                                                                                                  |
| Найкраща пісня до фільму                                        | •Our Town — «Тачки» — музика та слова:Ренді Ньюман                                                    |                                                                                                  |
| Найкраща пісня до фільму                                        | •Patience — «Дівчата мрії» — музика: Генрі Крігер, слова: Віллі Реалі                                 |                                                                                                  |
| найкращий монтаж                                                | ★Тельма Шунмейкер — «Відступники»                                                                     | ★Тельма Шунмейкер — «Відступники»                                                                |
| найкращий монтаж                                                | • Стівен Мірріон та Дуглас Крайс — «Вавилон»                                                          |                                                                                                  |
| найкращий монтаж                                                | • Стівен Розенблюм — «Кривавий алмаз»                                                                 |                                                                                                  |
| найкращий монтаж                                                | • Алекс Родрігез та Альфонсо Куарон — «Останній нащадок Землі»                                        |                                                                                                  |
| найкращий монтаж                                                | • Клер Дуглас, Крістофер Раус і Річард Пірсон — «Загублений рейс»                                     |                                                                                                  |
| Найкраща операторська робота                                    | | ★Гільєрмо Наварро — «Лабіринт Фавна»                                                             |
| Найкраща операторська робота                                    | • Вілмош Жигмонд — «Чорна орхідея»                                                                    |                                                                                                  |
| Найкраща операторська робота                                    | • Еммануель Любецьки — «Останній нащадок Землі»                                                       |                                                                                                  |
| Найкраща операторська робота                                    | • Дік Поуп — «ілюзіоніст»                                                                             |                                                                                                  |
| Найкраща операторська робота                                    | • Воллі Пфістер — «Престиж»                                                                           |                                                                                                  |
| Найкраща робота художника-постановника, художника по декораціях | ★Еудженіо Кабальєро (постановник) ,Пілар Ревуельта (декоратор) — «Лабіринт Фавна»                     | ★Еудженіо Кабальєро (постановник) ,Пілар Ревуельта (декоратор) — «Лабіринт Фавна»                |
| Найкраща робота художника-постановника, художника по декораціях | • Джон Мир (постановник) , Ненсі Гей (декоратор) — «Дівчата мрії»                                     |                                                                                                  |
| Найкраща робота художника-постановника, художника по декораціях | • Жаннин Клаудія Оппуолл (постановник) , Гретчен Рау, Леслі Е. Роллінз (декоратори) — «Хибна спокуса» |                                                                                                  |
| Найкраща робота художника-постановника, художника по декораціях | • Рик Гайнрігс (постановник) , Шеріл Карасик (декоратор) — «Пірати Карибського моря: Скриня мерця»    |                                                                                                  |
| Найкраща робота художника-постановника, художника по декораціях | • Натан Краулі (постановник) , Джулі Очіпінті (декоратор) — «Престиж»                                 |                                                                                                  |
| найкращий дизайн костюмів                                       | ★Мілена Канонеро — «Марія-Антуанетта»                                                                 | ★Мілена Канонеро — «Марія-Антуанетта»                                                            |
| найкращий дизайн костюмів                                       | • Чунг Мен Йі — «Прокляття золотої квітки»                                                            |                                                                                                  |
| найкращий дизайн костюмів                                       | • Патриція Філд — «Диявол носить Prada»                                                               |                                                                                                  |
| найкращий дизайн костюмів                                       | • Шерен Девіс — «Дівчата мрії»                                                                        |                                                                                                  |
| найкращий дизайн костюмів                                       | • Консолато Бойл — «Королева»                                                                         |                                                                                                  |
| Найкращий звук                                                  | ★Майкл Мінклер, Боб Бімер, Віллі Д. Бертон — «Дівчата мрії»                                           | ★Майкл Мінклер, Боб Бімер, Віллі Д. Бертон — «Дівчата мрії»                                      |
| Найкращий звук                                                  | • Кевін О'Коннелл, Грег П. Расселл, Фернандо Камара — «Апокаліпто»                                    |                                                                                                  |
| Найкращий звук                                                  | • Енді Нельсон, Анна Бельмер, Іван Шеррок — «Кривавий алмаз»                                          |                                                                                                  |
| Найкращий звук                                                  | • Джон Т. Рейтц, Девід Е. Кемпбелл, Грегг Рудлофф, Волт Мартін — «Прапори наших батьків»              |                                                                                                  |
| Найкращий звук                                                  | • Пол Мессі, Крістофер Бойс, Лі Орлофф — «Пірати Карибського моря: Скриня мерця»                      |                                                                                                  |
| Найкращий звуковий монтаж                                       | ★Алан Роберт Мюррей, Баб Асман — «Листи з Іодзіми»                                                    | ★Алан Роберт Мюррей, Баб Асман — «Листи з Іодзіми»                                               |
| Найкращий звуковий монтаж                                       | • Шон МакКормак, Камі Асгар — «Апокаліпто»                                                            |                                                                                                  |
| Найкращий звуковий монтаж                                       | • Лон Бендер — «Кривавий алмаз»                                                                       |                                                                                                  |
| Найкращий звуковий монтаж                                       | • Алан Роберт Мюррей, Баб Асман — «Прапори наших батьків»                                             |                                                                                                  |
| Найкращий звуковий монтаж                                       | • Крістофер Бойс, Джордж Воттерс II — «Пірати Карибського моря: Скриня мерця»                         |                                                                                                  |
| Найкращі візуальні ефекти                                       | ★Джон Нолл, Гел Т. Гікель, Чарльз Гібсон та Аллен Голл — «Пірати Карибського моря: Скриня мерця»      | ★Джон Нолл, Гел Т. Гікель, Чарльз Гібсон та Аллен Голл — «Пірати Карибського моря: Скриня мерця» |
| Найкращі візуальні ефекти                                       | • Бойд Шерміс, Кім Лібрері, Година Джарретт і Джон Фрейзер — «Посейдон»                               |                                                                                                  |
| Найкращі візуальні ефекти                                       | • Марк Стетсон, Ніл Корбоулд, Річард Р. Гувер і Джон Тум — «Повернення Супермена»                     |                                                                                                  |
| найкращий грим                                                  | ★Девід Марті та Монці Рібе — «Лабіринт Фавна»                                                         | ★Девід Марті та Монці Рібе — «Лабіринт Фавна»                                                    |
| найкращий грим                                                  | • Альдо Сіньоретті та Вітторіо Содано — «Апокаліпто»                                                  |                                                                                                  |
| найкращий грим                                                  | • Казухиро Цуджі і Білл Корсо — «Клік: З пультом по життю»                                            |                                                                                                  |
| найкращий документальний повнометражний фільм                   | ★Незручна правда/An Inconvenient Truth (Девіс Гуггенхейм)                                             | ★Незручна правда/An Inconvenient Truth (Девіс Гуггенхейм)                                        |
| найкращий документальний повнометражний фільм                   | • Визволи нас від лукавого/Deliver Us from Evil (Емі Берг і Френк Доннер)                             |                                                                                                  |
| найкращий документальний повнометражний фільм                   | • Ірак за фрагментами/Iraq in Fragments (Джеймс Лонглі і Джон Сінно)                                  |                                                                                                  |
| найкращий документальний повнометражний фільм                   | • Табір Ісуса/Jesus Camp (Гайді Юінг і Рейчел Грейді)                                                 |                                                                                                  |
| найкращий документальний повнометражний фільм                   | • Моя країна, моя країна/My Country, My Country (Laura Poitras і Жослін Глетцер)                      |                                                                                                  |
| Найкращий документальний короткометражний фільм                 | ★Кров округу Інчжи/The Blood of Yingzhou District/颍州 的 孩子 (Рубі Янг і Томас Леннон)              | ★Кров округу Інчжи/The Blood of Yingzhou District/颍州 的 孩子 (Рубі Янг і Томас Леннон)         |
| Найкращий документальний короткометражний фільм                 | • Перероблена життя/Recycled Life (Леслі Айверкс і Майк Глад)                                         |                                                                                                  |
| Найкращий документальний короткометражний фільм                 | • Повторюючи мрію/Rehearsing a Dream (Карен Гудман і Кірк Саймон)                                     |                                                                                                  |
| Найкращий документальний короткометражний фільм                 | • Дві руки/Two Hands: The Leon Fleisher Story (Натаніель Кан і Сьюзен Роуз Бер)                       |                                                                                                  |
| найкращий ігровий короткометражний фільм                        | ★Історія західного берега/West Bank Story (Арі Сандел)                                                | ★Історія західного берега/West Bank Story (Арі Сандел)                                           |
| найкращий ігровий короткометражний фільм                        | • Бинти та чудова ідея/Binta y la gran idea (Хав'єр Фессер і Луїс Мансо)                              |                                                                                                  |
| найкращий ігровий короткометражний фільм                        | • Перебір/Éramos pocos (Боря Кобяга)                                                                  |                                                                                                  |
| найкращий ігровий короткометражний фільм                        | • Гельмер і син/Helmer & Søn (Сорен Пільмарк і Кім Магнуссон)                                         |                                                                                                  |
| найкращий ігровий короткометражний фільм                        | • Спаситель/The Saviour (Пітер Темплмен та Стюарт Паркін)                                             |                                                                                                  |
| Найкращий анімаційний короткометражний фільм                    | ★Данський поет/The Danish Poet (Торілл Коув)                                                          | ★Данський поет/The Danish Poet (Торілл Коув)                                                     |
| Найкращий анімаційний короткометражний фільм                    | • Викрадення/Lifted (Гері Райдстром)                                                                  |                                                                                                  |
| Найкращий анімаційний короткометражний фільм                    | • Дівчинка з сірниками/The Little Matchgirl (Роджер Аллерс і Дон Ган)                                 |                                                                                                  |
| Найкращий анімаційний короткометражний фільм                    | • Маестро/Maestro (Геза М. Той)                                                                       |                                                                                                  |
| Найкращий анімаційний короткометражний фільм                    | • Не час для горіхів/No Time for Nuts (Кріс Рено і Майк Трумейер)                                     |                                                                                                  |

### Спеціальні нагороди
| Нагорода                                                     | Лауреати                                                                            |
| ------------------------------------------------------------ | ----------------------------------------------------------------------------------- |
| Премія за видатні заслуги в кінематографі (Почесний «Оскар») | ★Енніо Морріконе — за видатний та багатогранний внесок у мистецтво екранної музики. |
| Нагорода імені Джина Гершолта                                | ★Шеррі Лансінг                                                                      |

## Факти
- Меріл Стріп отримала свою 14-ту номінацію на «Оскар». На той момент це рекордна кількість номінацій серед акторів.
- Мартін Скорсезе йшов до свого першого «Оскару» понад 25 років, після номінації 1981 року за фільм «Скажений бик». Усього в активі Скорсезе шість режисерських номінацій.